# Leptomorphus medleri
Leptomorphus medleri är en tvåvingeart som beskrevs av Loïc Matile 1977. Leptomorphus medleri ingår i släktet Leptomorphus och familjen svampmyggor.
Artens utbredningsområde är Nigeria. Inga underarter finns listade i Catalogue of Life.